# 168 Sibila
168 Sibila (mednarodno ime 168 Sibylla) je asteroid tipa C v glavnem asteroidnem pasu. 
Pripada družini asteroidov Sibela.

## Odkritje
Asteroid je odkril kanadsko-ameriški astronom James Craig Watson 28. septembrat 1876 .
Poimenovan je po Sibili iz grške mitologije.

## Lastnosti
Asteroid Sibila obkroži Sonce v 6,21 letih. Njegova tirnica ima izsrednost 0,034, nagnjena pa je za 2,210° proti ekliptiki. Njegov premer je 39,94 km, okoli svoje osi pa se zavrti v 13,07 h .